# Aardonyx
Aardonyx (Afrikaans aard " jord" + grekiska onux " spik, klo") är ett släkte av sauropoder (en undergrupp av dinosaurier). Det är känt från typarten Aardonyx celestae hittat från äldre jura Elliot Bildning av Sydafrika. A. celestae namngavs efter Celeste Yates, som förberett en stor del av den första kända fossilt material av arten.
De undersökta fossilen var troligen kvarlevor av två ungdjur som hade en längd av cirka 8 meter. För full utvecklade exemplar antas en längd av lite över 10 meter. På grund av extremiteternas form antas att Aardonyx hade förmåga att gå på två eller fyra ben.